# Championnat d'Europe masculin de handball 2002
Navigation
Croatie 2000 Slovénie 2004
Le 5e Championnat d'Europe masculin de handball s'est déroulé en Suède du 25 janvier au 3 février 2002.
A domicile, la Suède fait naturellement figure de favori et ne rate pas l'occasion de permettre à Magnus Andersson, Martin Frändesjö, Ola Lindgren, Stefan Lövgren, Staffan Olsson et Magnus Wislander de remporter leur quatrième titre de champion d'Europe. La présence en demi-finale de l'Allemagne (médaillé d'argent après amené les Suèdois en prolongation), du Danemark (médaillé de bronze) et de l'Islande (porté par Ólafur Stefánsson qui termine meilleur buteur) illustre un certain renouveau. En revanche, la France, championne du monde en titre, et la Russie, championne olympique en titre, doivent se contenter du match pour la cinquième place au profit des seconds.

## Présentation

### Équipes qualifiées
Cinq équipes sont directement qualifiées pour la compétition : le pays organisateur et les quatre premières équipes du Championnat d'Europe 2000.
Les autres équipes doivent passer par les qualifications qui se déroulent en deux phases :
- la phase de groupes[2] met aux prises 20 équipes réparties en 5 poules de 4. Les 2 premières équipes de chaque poule se qualifient pour les barrages et rejoignent 12 équipes têtes de série.
- les barrages[3] mettent aux prises 22 équipes dans un système matchs aller-retour. L'équipe marquant le plus grand nombre de buts sur les deux matchs s'impose, si égalité, l'équipe ayant le plus grand nombre de buts à l'extérieur se qualifie, sinon, prolongation. Les 11 vainqueurs se qualifient pour la compétition.

Ainsi, les 16 équipes qualifiées sont :
| Pays           | Qualifié en tant que                   | Apparitions précédentes dans la compétition |
| -------------- | -------------------------------------- | ------------------------------------------- |
| Suède          | Pays hôte (et tenant du titre)         | 4 (1994, 1996, 1998, 2000)                  |
| France         | Demi-finaliste de l'Euro 2000          | 4 (1994, 1996, 1998, 2000)                  |
| Russie         | Demi-finaliste de l'Euro 2000          | 4 (1994, 1996, 1998, 2000)                  |
| Espagne        | Demi-finaliste de l'Euro 2000          | 4 (1994, 1996, 1998, 2000)                  |
| Slovénie       | 5e de l'Euro 2000                      | 3 (1994, 1996, 2000)                        |
| Allemagne      | Vainqueur en barrages de qualification | 4 (1994, 1996, 1998, 2000)                  |
| Croatie        | Vainqueur en barrages de qualification | 4 (1994, 1996, 1998, 2000)                  |
| Danemark       | Vainqueur en barrages de qualification | 3 (1994, 1996, 2000)                        |
| Islande        | Vainqueur en barrages de qualification | 1 (2000)                                    |
| Israël         | Vainqueur en barrages de qualification | 0 (Première participation )                 |
| Pologne        | Vainqueur en barrages de qualification | 0 (Première participation )                 |
| Portugal       | Vainqueur en barrages de qualification | 2 (1994, 2000)                              |
| Suisse         | Vainqueur en barrages de qualification | 0 (Première participation )                 |
| Rép. tchèque   | Vainqueur en barrages de qualification | 2 (1996, 1998)                              |
| Ukraine        | Vainqueur en barrages de qualification | 1 (2000)                                    |
| RF Yougoslavie | Vainqueur en barrages de qualification | 2 (1996, 1998)                              |

Remarque : le vainqueur de l'édition est indiqué en gras et le pays hôte en italique.

### Lieux de compétition
| Ville       | Salle              | Capacité | Groupe(s)    |
| ----------- | ------------------ | -------- | ------------ |
| Göteborg    | Scandinavium       | 12 000   | A et I       |
| Helsingborg | Idrottens Hus (en) | 2 700    | B            |
| Skövde      | Arena Skövde (en)  | 2 500    | C            |
| Jönköping   | Kinnarps Arena     | 7 000    | D            |
| Västerås    | Västeråshallen     | 5 000    | II           |
| Stockholm   | Globen Arena       | 14 500   | Phase finale |

### Modalités
Lors du tour préliminaire, les 16 équipes qualifiées sont réparties en 4 poules de 4 équipes. Les trois premières équipes sont qualifiées pour le tour principal et les équipes classées quatrième sont éliminées.
Lors du tour principal, les équipes sont répartis en 2 groupes de 6 équipes. Les deux meilleures équipes de chaque groupe se qualifient pour les demi-finales. Les autres équipes s'opposent deux à deux lors des matchs de classement : les troisièmes de chaque poule jouent le match pour la 5e place, etc.

## Tour préliminaire

### Groupe A
|   | Équipe       | Pts | J | G | N | P | Bp | Bc | Diff |
| - | ------------ | --- | - | - | - | - | -- | -- | ---- |
| 1 | Suède        | 6   | 3 | 3 | 0 | 0 | 86 | 63 | 23   |
| 2 | Rép. tchèque | 3   | 4 | 2 | 0 | 1 | 77 | 82 | -5   |
| 3 | Ukraine      | 2   | 3 | 1 | 0 | 2 | 78 | 80 | -2   |
| 4 | Pologne      | 0   | 3 | 0 | 0 | 3 | 67 | 83 | -16  |

| 25 janvier 2002 18h00 | Pologne           | 24 – 25   | Rép. tchèque     | Scandinavium, Göteborg Affluence : 8 400 Arbitrage : Falcone, Rätz |
| 25 janvier 2002 18h00 | Mariusz Jurasik 8 | (9 – 11)  | Tomáš Laclavik 5 | Scandinavium, Göteborg Affluence : 8 400 Arbitrage : Falcone, Rätz |
| 25 janvier 2002 18h00 | ×3                | FDM, p. 6 | ×3 ×8            | Scandinavium, Göteborg Affluence : 8 400 Arbitrage : Falcone, Rätz |

| 25 janvier 2002 20h00 | Suède             | 27 – 21   | Ukraine                | Scandinavium, Göteborg Affluence : 11 300 Arbitrage : Nachevski, Nachevski |
| 25 janvier 2002 20h00 | Stefan Lövgren 12 | (11 – 9)  | Iouri Kostetsky (de) 5 | Scandinavium, Göteborg Affluence : 11 300 Arbitrage : Nachevski, Nachevski |
| 25 janvier 2002 20h00 | ×3 ×4             | FDM, p. 2 | ×3 ×5 ×1               | Scandinavium, Göteborg Affluence : 11 300 Arbitrage : Nachevski, Nachevski |

| 26 janvier 2002 17h00 | Rép. tchèque  | 22 – 31    | Suède              | Scandinavium, Göteborg Affluence : 11 400 Arbitrage : Breto, Huelin |
| 26 janvier 2002 17h00 | Milan Berka 7 | (12 – 14)  | Martin Frändesjö 8 | Scandinavium, Göteborg Affluence : 11 400 Arbitrage : Breto, Huelin |
| 26 janvier 2002 17h00 | ×3 ×4         | FDM, p. 10 | ×4                 | Scandinavium, Göteborg Affluence : 11 400 Arbitrage : Breto, Huelin |

| 26 janvier 2002 19h00 | Ukraine       | 30 – 23    | Pologne          | Scandinavium, Göteborg Affluence : 5 700 Arbitrage : Lemme, Ullrich |
| 26 janvier 2002 19h00 | Oleg Velyky 9 | (13 – 13)  | quatre joueurs 4 | Scandinavium, Göteborg Affluence : 5 700 Arbitrage : Lemme, Ullrich |
| 26 janvier 2002 19h00 | ×3 ×6 ×1      | FDM, p. 14 | ×3 ×6            | Scandinavium, Göteborg Affluence : 5 700 Arbitrage : Lemme, Ullrich |

| 27 janvier 2002 16h00 | Ukraine                 | 27 – 30   | Rép. tchèque      | Scandinavium, Göteborg Affluence : 7 640 Arbitrage : Josić, Rudić |
| 27 janvier 2002 16h00 | Iouri Kostetsky (de) 14 | (12 – 16) | Filip, Radčenko 9 | Scandinavium, Göteborg Affluence : 7 640 Arbitrage : Josić, Rudić |
| 27 janvier 2002 16h00 | ×3 ×4                   | FDM       | ×3 ×6 ×1          | Scandinavium, Göteborg Affluence : 7 640 Arbitrage : Josić, Rudić |

| 27 janvier 2002 18h00 | Suède             | 28 – 20   | Pologne            | Scandinavium, Göteborg Affluence : 11 400 Arbitrage : Klucsó, Lekrinszki |
| 27 janvier 2002 18h00 | Mathias Franzén 7 | (12 – 12) | Grzegorz Tkaczyk 7 | Scandinavium, Göteborg Affluence : 11 400 Arbitrage : Klucsó, Lekrinszki |
| 27 janvier 2002 18h00 | ×3                | FDM       | ×3 ×5              | Scandinavium, Göteborg Affluence : 11 400 Arbitrage : Klucsó, Lekrinszki |

### Groupe B
|   | Équipe   | Pts | J | G | N | P | Bp | Bc | Diff |
| - | -------- | --- | - | - | - | - | -- | -- | ---- |
| 1 | Danemark | 5   | 3 | 2 | 1 | 0 | 81 | 71 | 10   |
| 2 | Russie   | 5   | 3 | 2 | 1 | 0 | 80 | 70 | 10   |
| 3 | Portugal | 2   | 3 | 1 | 0 | 2 | 65 | 70 | -5   |
| 4 | Israël   | 0   | 3 | 0 | 0 | 0 | 67 | 82 | -15  |

| 25 janvier 2002 18h00 | Portugal   | 26 – 15  | Israël          | Idrottens Hus, Helsingborg Affluence : 1 600 Arbitrage : Lemme, Ullrich |
| 25 janvier 2002 18h00 | R. Costa 5 | (12 – 6) | Oded Boutenko 5 | Idrottens Hus, Helsingborg Affluence : 1 600 Arbitrage : Lemme, Ullrich |
| 25 janvier 2002 18h00 | ×3 ×6      | FDM      | ×3 ×1           | Idrottens Hus, Helsingborg Affluence : 1 600 Arbitrage : Lemme, Ullrich |

| 25 janvier 2002 20h00 | Russie               | 25 – 25   | Danemark        | Idrottens Hus, Helsingborg Affluence : 2 700 Arbitrage : Josić, Rudić |
| 25 janvier 2002 20h00 | Ivanov, Toutchkine 5 | (12 – 13) | Søren Stryger 5 | Idrottens Hus, Helsingborg Affluence : 2 700 Arbitrage : Josić, Rudić |
| 25 janvier 2002 20h00 | ×3 ×6                | FDM       | ×2 ×6 ×1        | Idrottens Hus, Helsingborg Affluence : 2 700 Arbitrage : Josić, Rudić |

| 26 janvier 2002 15h00 | Israël        | 26 – 27   | Russie          | Idrottens Hus, Helsingborg Affluence : 1 900 Arbitrage : Klucsó, Lekrinszki |
| 26 janvier 2002 15h00 | Idan Maimon 7 | (11 – 16) | Vitali Ivanov 6 | Idrottens Hus, Helsingborg Affluence : 1 900 Arbitrage : Klucsó, Lekrinszki |
| 26 janvier 2002 15h00 | ×3 ×5         | FDM       | ×3 ×2           | Idrottens Hus, Helsingborg Affluence : 1 900 Arbitrage : Klucsó, Lekrinszki |

| 26 janvier 2002 17h00 | Danemark            | 27 – 20   | Portugal            | Idrottens Hus, Helsingborg Affluence : 2 400 Arbitrage : Falcone, Rätz |
| 26 janvier 2002 17h00 | Lars Christiansen 6 | (10 – 10) | Galambas, Resende 5 | Idrottens Hus, Helsingborg Affluence : 2 400 Arbitrage : Falcone, Rätz |
| 26 janvier 2002 17h00 | ×3 ×4               | FDM       | ×3 ×5 ×1            | Idrottens Hus, Helsingborg Affluence : 2 400 Arbitrage : Falcone, Rätz |

| 27 janvier 2002 15h00 | Russie                   | 28 – 19  | Portugal | Idrottens Hus, Helsingborg Affluence : 1 145 Arbitrage : Nachevski, Nachevski |
| 27 janvier 2002 15h00 | Kokcharov, Rastvortsev 7 | (17 – 7) | Coelho 7 | Idrottens Hus, Helsingborg Affluence : 1 145 Arbitrage : Nachevski, Nachevski |
| 27 janvier 2002 15h00 | ×3 ×2                    | FDM      | ×3 ×2    | Idrottens Hus, Helsingborg Affluence : 1 145 Arbitrage : Nachevski, Nachevski |

| 27 janvier 2002 17h00 | Danemark             | 29 – 26  | Israël          | Idrottens Hus, Helsingborg Affluence : 1 810 Arbitrage : Breto, Huelin |
| 27 janvier 2002 17h00 | Lars Christiansen 10 | (14 – 8) | David Balsar 10 | Idrottens Hus, Helsingborg Affluence : 1 810 Arbitrage : Breto, Huelin |
| 27 janvier 2002 17h00 | ×3 ×6                | FDM      | ×3 ×7 ×2        | Idrottens Hus, Helsingborg Affluence : 1 810 Arbitrage : Breto, Huelin |

### Groupe C
|   | Équipe   | Pts | J | G | N | P | Bp | Bc | Diff |
| - | -------- | --- | - | - | - | - | -- | -- | ---- |
| 1 | Islande  | 5   | 3 | 2 | 1 | 0 | 88 | 71 | 17   |
| 2 | Espagne  | 5   | 3 | 2 | 1 | 0 | 73 | 66 | 7    |
| 3 | Slovénie | 1   | 3 | 0 | 1 | 2 | 79 | 90 | -11  |
| 4 | Suisse   | 1   | 3 | 0 | 1 | 2 | 78 | 91 | -13  |

| 25 janvier 2002 18h00 | Slovénie           | 34 – 34   | Suisse                 | Arena Skövde, Skövde Affluence : 2 000 Arbitrage : Goulão, Macau |
| 25 janvier 2002 18h00 | Renato Vugrinec 12 | (18 – 16) | Robert Kostadinovich 7 | Arena Skövde, Skövde Affluence : 2 000 Arbitrage : Goulão, Macau |
| 25 janvier 2002 18h00 | ×3 ×1              | FDM       | ×3                     | Arena Skövde, Skövde Affluence : 2 000 Arbitrage : Goulão, Macau |

| 25 janvier 2002 20h00 | Espagne          | 24 – 24  | Islande             | Arena Skövde, Skövde Affluence : 2 000 Arbitrage : Migas, Bavas |
| 25 janvier 2002 20h00 | Mateo Garralda 6 | (9 – 13) | Ólafur Stefánsson 7 | Arena Skövde, Skövde Affluence : 2 000 Arbitrage : Migas, Bavas |
| 25 janvier 2002 20h00 | ×3 ×4            | FDM      | ×3 ×8               | Arena Skövde, Skövde Affluence : 2 000 Arbitrage : Migas, Bavas |

| 26 janvier 2002 17h00 | Islande                   | 31 – 25   | Slovénie      | Arena Skövde, Skövde Affluence : 1 400 Arbitrage : Hansson, Olsson |
| 26 janvier 2002 17h00 | Jóhannesson, Stefánsson 9 | (15 – 11) | Zoran Lubej 8 | Arena Skövde, Skövde Affluence : 1 400 Arbitrage : Hansson, Olsson |
| 26 janvier 2002 17h00 | ×2 ×3                     | FDM       | ×1 ×4         | Arena Skövde, Skövde Affluence : 1 400 Arbitrage : Hansson, Olsson |

| 26 janvier 2002 19h00 | Suisse                 | 22 – 24   | Espagne               | Arena Skövde, Skövde Affluence : 1 300 Arbitrage : Boye, Jensen |
| 26 janvier 2002 19h00 | Robert Kostadinovich 7 | (10 – 14) | O'Callaghan, Ortega 5 | Arena Skövde, Skövde Affluence : 1 300 Arbitrage : Boye, Jensen |
| 26 janvier 2002 19h00 | ×3 ×4 ×1               | FDM       | ×3 ×4                 | Arena Skövde, Skövde Affluence : 1 300 Arbitrage : Boye, Jensen |

| 27 janvier 2002 17h00 | Islande              | 33 – 22  | Suisse                 | Arena Skövde, Skövde Affluence : 2 020 Arbitrage : Vakula, Liudovyk |
| 27 janvier 2002 17h00 | Ólafur Stefánsson 11 | (15 – 9) | Robert Kostadinovich 8 | Arena Skövde, Skövde Affluence : 2 020 Arbitrage : Vakula, Liudovyk |
| 27 janvier 2002 17h00 | ×2 ×3                | FDM      | ×3 ×4                  | Arena Skövde, Skövde Affluence : 2 020 Arbitrage : Vakula, Liudovyk |

| 27 janvier 2002 19h00 | Espagne          | 25 – 20  | Slovénie           | Arena Skövde, Skövde Affluence : 2 190 Arbitrage : Øie, Høgsnes |
| 27 janvier 2002 19h00 | Rafael Guijosa 9 | (11 – 7) | Tomšič, Vugrinec 5 | Arena Skövde, Skövde Affluence : 2 190 Arbitrage : Øie, Høgsnes |
| 27 janvier 2002 19h00 | ×3 ×4            | FDM      | ×2 ×1              | Arena Skövde, Skövde Affluence : 2 190 Arbitrage : Øie, Høgsnes |

### Groupe D
|   | Équipe         | Pts | J | G | N | P | Bp | Bc | Diff |
| - | -------------- | --- | - | - | - | - | -- | -- | ---- |
| 1 | Allemagne      | 5   | 3 | 2 | 1 | 0 | 68 | 57 | 11   |
| 2 | France         | 5   | 3 | 2 | 1 | 0 | 66 | 62 | 4    |
| 3 | RF Yougoslavie | 2   | 3 | 1 | 0 | 2 | 75 | 71 | 4    |
| 4 | Croatie        | 0   | 3 | 0 | 0 | 3 | 70 | 89 | -19  |

| 25 janvier 2002 18h00 | Croatie         | 22 – 34   | RF Yougoslavie       | Kinnarps Arena, Jönköping Affluence : 6 000 Arbitrage : Øie, Høgsnes |
| 25 janvier 2002 18h00 | Slavko Goluža 5 | (10 – 17) | Nedeljko Jovanović 8 | Kinnarps Arena, Jönköping Affluence : 6 000 Arbitrage : Øie, Høgsnes |
| 25 janvier 2002 18h00 | ×2 ×4           | FDM       | ×2 ×5                | Kinnarps Arena, Jönköping Affluence : 6 000 Arbitrage : Øie, Høgsnes |

| 25 janvier 2002 20h00 | France                | 15 – 15 | Allemagne        | Kinnarps Arena, Jönköping Affluence : 6 000 Arbitrage : Hansson, Olsson |
| 25 janvier 2002 20h00 | Fernandez, B. Gille 4 | (8 – 8) | Baur, Kehrmann 4 | Kinnarps Arena, Jönköping Affluence : 6 000 Arbitrage : Hansson, Olsson |
| 25 janvier 2002 20h00 | ×3                    | FDM     | ×2               | Kinnarps Arena, Jönköping Affluence : 6 000 Arbitrage : Hansson, Olsson |

| 26 janvier 2002 17h30 | RF Yougoslavie       | 20 – 22  | France          | Kinnarps Arena, Jönköping Affluence : 6 000 Arbitrage : Vakula, Liudovyk |
| 26 janvier 2002 17h30 | Nedeljko Jovanović 8 | (9 – 14) | trois joueurs 4 | Kinnarps Arena, Jönköping Affluence : 6 000 Arbitrage : Vakula, Liudovyk |
| 26 janvier 2002 17h30 | ×3 ×5                | FDM      | ×2 ×7           | Kinnarps Arena, Jönköping Affluence : 6 000 Arbitrage : Vakula, Liudovyk |

| 26 janvier 2002 19h30 | Allemagne            | 26 – 21  | Croatie         | Kinnarps Arena, Jönköping Arbitrage : Goulão, Macau |
| 26 janvier 2002 19h30 | Stefan Kretzschmar 7 | (13 – 9) | Slavko Goluža 9 | Kinnarps Arena, Jönköping Arbitrage : Goulão, Macau |
| 26 janvier 2002 19h30 | ×2 ×5                | FDM      | ×2 ×4           | Kinnarps Arena, Jönköping Arbitrage : Goulão, Macau |

| 27 janvier 2002 16h00 | Allemagne               | 27 – 21   | RF Yougoslavie       | Kinnarps Arena, Jönköping Arbitrage : Boye, Jensen |
| 27 janvier 2002 16h00 | Kehrmann, Kretzschmar 8 | (14 – 11) | Nedeljko Jovanović 7 | Kinnarps Arena, Jönköping Arbitrage : Boye, Jensen |
| 27 janvier 2002 16h00 | ×3 ×4                   | FDM       | ×3 ×10 ×1            | Kinnarps Arena, Jönköping Arbitrage : Boye, Jensen |

| 27 janvier 2002 18h00 | France             | 29 – 27   | Croatie           | Kinnarps Arena, Jönköping Arbitrage : Migas, Bavas |
| 27 janvier 2002 18h00 | Stéphane Plantin 8 | (10 – 12) | Zvonimir Bilić 10 | Kinnarps Arena, Jönköping Arbitrage : Migas, Bavas |
| 27 janvier 2002 18h00 | ×3 ×6              | FDM       | ×3 ×5             | Kinnarps Arena, Jönköping Arbitrage : Migas, Bavas |

## Tour principal

### Groupe 1
|   | Équipe       | Pts | J | G | N | P | Bp  | Bc  | Diff |
| - | ------------ | --- | - | - | - | - | --- | --- | ---- |
| 1 | Danemark     | 9   | 6 | 4 | 1 | 0 | 131 | 113 | 18   |
| 2 | Suède        | 8   | 6 | 4 | 0 | 1 | 141 | 118 | 23   |
| 3 | Russie       | 7   | 6 | 3 | 1 | 1 | 139 | 118 | 21   |
| 4 | Rép. tchèque | 4   | 6 | 2 | 0 | 3 | 126 | 145 | -19  |
| 5 | Portugal     | 2   | 6 | 1 | 0 | 4 | 116 | 134 | -18  |
| 6 | Ukraine      | 0   | 6 | 0 | 0 | 5 | 112 | 137 | -25  |

| 29 janvier 2002 16h00 | Ukraine                | 23 – 28   | Portugal        | Scandinavium, Göteborg Affluence : 3 200 Arbitrage : Migas, Bavas |
| 29 janvier 2002 16h00 | Iouri Kostetsky (de) 7 | (11 – 14) | Ricardo Costa 7 | Scandinavium, Göteborg Affluence : 3 200 Arbitrage : Migas, Bavas |
| 29 janvier 2002 16h00 | ×3 ×7                  | FDM       | ×3 ×6           | Scandinavium, Göteborg Affluence : 3 200 Arbitrage : Migas, Bavas |

| 29 janvier 2002 18h00 | Rép. tchèque  | 25 – 31   | Danemark             | Scandinavium, Göteborg Affluence : 9 200 Arbitrage : Nachevski, Nachevski |
| 29 janvier 2002 18h00 | Kamil Heinz 8 | (10 – 18) | Lars Christiansen 13 | Scandinavium, Göteborg Affluence : 9 200 Arbitrage : Nachevski, Nachevski |
| 29 janvier 2002 18h00 | ×3 ×5         | FDM       | ×3 ×7 ×1             | Scandinavium, Göteborg Affluence : 9 200 Arbitrage : Nachevski, Nachevski |

| 29 janvier 2002 20h00 | Suède             | 30 – 26   | Russie               | Scandinavium, Göteborg Affluence : 11 400 Arbitrage : Lemme, Ullrich |
| 29 janvier 2002 20h00 | Stefan Lövgren 12 | (18 – 14) | Alexeï Rastvortsev 7 | Scandinavium, Göteborg Affluence : 11 400 Arbitrage : Lemme, Ullrich |
| 29 janvier 2002 20h00 | ×3 ×6             | FDM       | ×3 ×4                | Scandinavium, Göteborg Affluence : 11 400 Arbitrage : Lemme, Ullrich |

| 30 janvier 2002 16h00 | Rép. tchèque | 20 – 29  | Russie         | Scandinavium, Göteborg Affluence : 3 250 Arbitrage : Øie, Høgsnes |
| 30 janvier 2002 16h00 | Jan Filip 9  | (8 – 12) | Lev Voronine 7 | Scandinavium, Göteborg Affluence : 3 250 Arbitrage : Øie, Høgsnes |
| 30 janvier 2002 16h00 | ×3 ×5        | FDM      | ×3 ×5          | Scandinavium, Göteborg Affluence : 3 250 Arbitrage : Øie, Høgsnes |

| 30 janvier 2002 18h00 | Ukraine          | 17 – 21  | Danemark              | Scandinavium, Göteborg Arbitrage : Breto, Huelin |
| 30 janvier 2002 18h00 | Yuriy Petrenko 6 | (7 – 11) | Lars Krogh Jeppesen 6 | Scandinavium, Göteborg Arbitrage : Breto, Huelin |
| 30 janvier 2002 18h00 | ×3               | FDM      | ×3                    | Scandinavium, Göteborg Arbitrage : Breto, Huelin |

| 30 janvier 2002 20h00 | Suède             | 27 – 22   | Portugal        | Scandinavium, Göteborg Affluence : 10 650 Arbitrage : Josić, Rudić |
| 30 janvier 2002 20h00 | Johan Petersson 8 | (15 – 12) | trois joueurs 4 | Scandinavium, Göteborg Affluence : 10 650 Arbitrage : Josić, Rudić |
| 30 janvier 2002 20h00 | ×3 ×6 ×1          | FDM       | ×2 ×3           | Scandinavium, Göteborg Affluence : 10 650 Arbitrage : Josić, Rudić |

| 31 janvier 2002 16h00 | Rép. tchèque    | 29 – 27   | Portugal        | Scandinavium, Göteborg Affluence : 3 750 Arbitrage : Lemme, Ullrich |
| 31 janvier 2002 16h00 | trois joueurs 6 | (14 – 14) | Ricardo Costa 9 | Scandinavium, Göteborg Affluence : 3 750 Arbitrage : Lemme, Ullrich |
| 31 janvier 2002 16h00 | ×3 ×4           | FDM       | ×3 ×6           | Scandinavium, Göteborg Affluence : 3 750 Arbitrage : Lemme, Ullrich |

| 31 janvier 2002 18h00 | Ukraine                | 24 – 31   | Russie                 | Scandinavium, Göteborg Arbitrage : Josić, Rudić |
| 31 janvier 2002 18h00 | Iouri Kostetsky (de) 6 | (10 – 12) | Alexandre Toutchkine 6 | Scandinavium, Göteborg Arbitrage : Josić, Rudić |
| 31 janvier 2002 18h00 | ×3 ×6                  | FDM       | ×2 ×4                  | Scandinavium, Göteborg Arbitrage : Josić, Rudić |

| 31 janvier 2002 20h00 | Suède                | 26 – 27   | Danemark           | Scandinavium, Göteborg Affluence : 11 700 Arbitrage : Øie, Høgsnes |
| 31 janvier 2002 20h00 | Andersson, Lövgren 7 | (14 – 11) | Boldsen, Stryger 5 | Scandinavium, Göteborg Affluence : 11 700 Arbitrage : Øie, Høgsnes |
| 31 janvier 2002 20h00 | ×1 ×5                | FDM       | ×3 ×4              | Scandinavium, Göteborg Affluence : 11 700 Arbitrage : Øie, Høgsnes |

### Groupe 2
|   | Équipe         | Pts | J | G | N | P | Bp  | Bc  | Diff |
| - | -------------- | --- | - | - | - | - | --- | --- | ---- |
| 1 | Islande        | 8   | 6 | 3 | 2 | 0 | 144 | 125 | 19   |
| 2 | Allemagne      | 7   | 6 | 3 | 1 | 1 | 116 | 111 | 5    |
| 3 | France         | 6   | 6 | 2 | 2 | 1 | 123 | 109 | 14   |
| 4 | Espagne        | 5   | 6 | 2 | 1 | 2 | 126 | 122 | 4    |
| 5 | RF Yougoslavie | 3   | 6 | 1 | 1 | 3 | 126 | 139 | -13  |
| 6 | Slovénie       | 1   | 6 | 0 | 1 | 4 | 118 | 147 | -29  |

| 29 janvier 2002 16h00 | Islande                | 26 – 26   | France          | Västeråshallen, Västerås Affluence : 2 800 Arbitrage : Falcone, Rätz |
| 29 janvier 2002 16h00 | Patrekur Jóhannesson 6 | (14 – 12) | Cédric Burdet 7 | Västeråshallen, Västerås Affluence : 2 800 Arbitrage : Falcone, Rätz |
| 29 janvier 2002 16h00 | ×3 ×7                  | FDM       | ×3 ×8           | Västeråshallen, Västerås Affluence : 2 800 Arbitrage : Falcone, Rätz |

| 29 janvier 2002 18h00 | Slovénie           | 24 – 24   | RF Yougoslavie | Västeråshallen, Västerås Arbitrage : Klucsó, Lekrinszki |
| 29 janvier 2002 18h00 | Roman Pungartnik 9 | (11 – 14) | Vladan Matić 9 | Västeråshallen, Västerås Arbitrage : Klucsó, Lekrinszki |
| 29 janvier 2002 18h00 | ×3 ×2              | FDM       | ×3 ×5 ×1       | Västeråshallen, Västerås Arbitrage : Klucsó, Lekrinszki |

| 29 janvier 2002 20h00 | Espagne                 | 18 – 19 | Allemagne        | Västeråshallen, Västerås Arbitrage : Vakula, Liudovyk |
| 29 janvier 2002 20h00 | Antonio Carlos Ortega 6 | (9 – 8) | Daniel Stephan 6 | Västeråshallen, Västerås Arbitrage : Vakula, Liudovyk |
| 29 janvier 2002 20h00 | ×3 ×4 ×1                | FDM     | ×3 ×6            | Västeråshallen, Västerås Arbitrage : Vakula, Liudovyk |

| 30 janvier 2002 16h00 | Islande              | 34 – 26   | RF Yougoslavie  | Västeråshallen, Västerås Affluence : 3 480 Arbitrage : Goulão, Macau |
| 30 janvier 2002 16h00 | Ólafur Stefánsson 10 | (16 – 14) | Dragan Škrbić 6 | Västeråshallen, Västerås Affluence : 3 480 Arbitrage : Goulão, Macau |
| 30 janvier 2002 16h00 | ×3 ×2                | FDM       | ×2 ×5           | Västeråshallen, Västerås Affluence : 3 480 Arbitrage : Goulão, Macau |

| 30 janvier 2002 18h00 | Slovénie       | 28 – 31   | Allemagne     | Västeråshallen, Västerås Affluence : 3 660 Arbitrage : Hansson, Olsson |
| 30 janvier 2002 18h00 | Aleš Pajovič 6 | (12 – 12) | Pascal Hens 6 | Västeråshallen, Västerås Affluence : 3 660 Arbitrage : Hansson, Olsson |
| 30 janvier 2002 18h00 | ×3 ×2          | FDM       | ×3 ×4         | Västeråshallen, Västerås Affluence : 3 660 Arbitrage : Hansson, Olsson |

| 30 janvier 2002 20h00 | Espagne             | 27 – 24   | France            | Västeråshallen, Västerås Affluence : 3 870 Arbitrage : Boye, Jensen |
| 30 janvier 2002 20h00 | Santiago Urdiales 5 | (13 – 11) | Olivier Girault 7 | Västeråshallen, Västerås Affluence : 3 870 Arbitrage : Boye, Jensen |
| 30 janvier 2002 20h00 | ×3 ×8               | FDM       | ×3 ×9 ×1          | Västeråshallen, Västerås Affluence : 3 870 Arbitrage : Boye, Jensen |

| 31 janvier 2002 16h00 | Espagne               | 32 – 35   | RF Yougoslavie    | Västeråshallen, Västerås Affluence : 2 300 Arbitrage : Hansson, Olsson |
| 31 janvier 2002 16h00 | Alberto Entrerríos 10 | (15 – 15) | Lisičić, Škrbić 8 | Västeråshallen, Västerås Affluence : 2 300 Arbitrage : Hansson, Olsson |
| 31 janvier 2002 16h00 | ×2 ×4                 | FDM       | ×2 ×5             | Västeråshallen, Västerås Affluence : 2 300 Arbitrage : Hansson, Olsson |

| 31 janvier 2002 18h00 | Slovénie           | 21 – 36   | France              | Västeråshallen, Västerås Affluence : 3 300 Arbitrage : Goulão, Macau |
| 31 janvier 2002 18h00 | Roman Pungartnik 5 | (10 – 19) | Jérôme Fernandez 12 | Västeråshallen, Västerås Affluence : 3 300 Arbitrage : Goulão, Macau |
| 31 janvier 2002 18h00 | ×3 ×6 ×1           | FDM       | ×3 ×4               | Västeråshallen, Västerås Affluence : 3 300 Arbitrage : Goulão, Macau |

| 31 janvier 2002 20h00 | Islande                | 29 – 24   | Allemagne     | Västeråshallen, Västerås Affluence : 3 900 Arbitrage : Klucsó, Lekrinszki |
| 31 janvier 2002 20h00 | Patrekur Jóhannesson 8 | (15 – 11) | Pascal Hens 5 | Västeråshallen, Västerås Affluence : 3 900 Arbitrage : Klucsó, Lekrinszki |
| 31 janvier 2002 20h00 | ×3 ×6                  | FDM       | ×3 ×7         | Västeråshallen, Västerås Affluence : 3 900 Arbitrage : Klucsó, Lekrinszki |

## Phase finale
|  | Demi-finales              | Demi-finales              |                        |      | Finale                    | Finale                    |
|  | Demi-finales              | Demi-finales              |                        |      | Finale                    | Finale                    |
|  |                           |                           |                        |      |                           |                           |
|  | 2 février 2002, Stockholm | 2 février 2002, Stockholm |                        |      | 3 février 2002, Stockholm | 3 février 2002, Stockholm |
|  | 2 février 2002, Stockholm | 2 février 2002, Stockholm |                        |      | 3 février 2002, Stockholm | 3 février 2002, Stockholm |
|  | Suède                     | 33                        |                        |      | 3 février 2002, Stockholm | 3 février 2002, Stockholm |
|  | Suède                     | 33                        |                        |      | 3 février 2002, Stockholm | 3 février 2002, Stockholm |
|  | Islande                   | 22                        |                        |      | 3 février 2002, Stockholm | 3 février 2002, Stockholm |
|  | Islande                   | 22                        | Suède                  | 33ap |                           |                           |
|  | 2 février 2002, Stockholm |                           | Suède                  | 33ap |                           |                           |
|  |                           | Allemagne                 | 31                     |      |                           |                           |
|  | Allemagne                 | Allemagne                 | 31                     | 28   |                           |                           |
|  | Allemagne                 |                           |                        | 28   |                           |                           |
|  | Danemark                  | 23                        |                        |      |                           |                           |
|  | Danemark                  | 23                        | Match pour la 3e place |      |                           |                           |
|  |                           |                           |                        |      |                           |                           |
|  | 3 février 2002, Stockholm |                           |                        |      |                           |                           |
|  |                           |                           |                        |      |                           |                           |
|  | Danemark                  | 29                        |                        |      |                           |                           |
|  | Danemark                  | 29                        |                        |      |                           |                           |
|  | Islande                   | 22                        |                        |      |                           |                           |
|  | Islande                   | 22                        |                        |      |                           |                           |

### Demi-finales
| 2 février 2002 16h00 | Suède | 33 – 22    | Islande | Le Globe, Stockholm Affluence : 14 000 Arbitrage : Goulão, Macau |
| 2 février 2002 16h00 | Lövgren 6, Petersson 6, Wislander 5, Larsson 3, Olsson 3, Vranjes 3, Andersson 2, Frändesjö 2, Sivertsson 2, Boquist 1 | (14 – 12)  | Stefánsson 6 (1), S. Sigurðsson 4, G.V. Sigurðsson 3, Sigtryggsson 2, D. Sigurðsson 2, Bjarnason 1, Kristjánsson 1, Johannesson 1, Jónsson 1, Viktorsson 1 | Le Globe, Stockholm Affluence : 14 000 Arbitrage : Goulão, Macau |
| 2 février 2002 16h00 | ×2 | FDM, p. 49 | ×3 | Le Globe, Stockholm Affluence : 14 000 Arbitrage : Goulão, Macau |

| 2 février 2002 18h30 | Danemark | 23 – 28    | Allemagne                                                                          | Le Globe, Stockholm Affluence : 13 550 Arbitrage : Josić, Rudić |
| 2 février 2002 18h30 | Stryger 5 (2), L. Jørgensen 5, Boldsen 3, Christiansen 2, Jeppesen 2, K. Bruun Jørgensen 2, Boesen 1, Flensborg 1, Knudsen 1 | (12 – 13)  | Baur 7 (4), Zerbe 7, Schwarzer 4, Hens 3, Kehrmann 3, Stephan 3, Kretzschmar 1 (1) | Le Globe, Stockholm Affluence : 13 550 Arbitrage : Josić, Rudić |
| 2 février 2002 18h30 | ×2 ×8 | FDM, p. 48 | ×3 ×5                                                                              | Le Globe, Stockholm Affluence : 13 550 Arbitrage : Josić, Rudić |

### Match pour la3eplace
| 3 février 2002 15h30 | Danemark | 29 – 22    | Islande                                                                                                   | Le Globe, Stockholm Affluence : 12 380 Arbitrage : Vakula, Liudovyk |
| 3 février 2002 15h30 | Jeppesen 8, Knudsen 6, Christiansen 4 (2), Boldsen 3, Flensborg 2, Stryger 2, Jakobsen 1, K. Bruun Jørgensen 1, L. Jørgensen 1, Laen 1 | (13 – 11)  | S. Sigurðsson 6, Stefánsson 5, Jónsson 3, Óskarsson 3, D. Sigurðsson 3, Sigtryggsson 1, G.V. Sigurðsson 1 | Le Globe, Stockholm Affluence : 12 380 Arbitrage : Vakula, Liudovyk |
| 3 février 2002 15h30 | ×3 ×5 ×1 | FDM, p. 50 | ×3 ×6 ×1                                                                                                  | Le Globe, Stockholm Affluence : 12 380 Arbitrage : Vakula, Liudovyk |

### Finale
| 3 février 2002 18h00 | Allemagne                         | 31 – 33 (ap)       | Suède            | Le Globe, Stockholm Affluence : 14 300 Arbitrage : D. Nachevski, M. Nachevski |
| 3 février 2002 18h00 | Kretzschmar, Dragunski, Stephan 6 | (14 – 13, 26 – 26) | Stefan Lövgren 8 | Le Globe, Stockholm Affluence : 14 300 Arbitrage : D. Nachevski, M. Nachevski |
| 3 février 2002 18h00 | Prol. : 5 – 7                     |                    |                  | Le Globe, Stockholm Affluence : 14 300 Arbitrage : D. Nachevski, M. Nachevski |
| 3 février 2002 18h00 | ×3 ×7                             | FDM, p. 51         | ×3 ×9            | Le Globe, Stockholm Affluence : 14 300 Arbitrage : D. Nachevski, M. Nachevski |

Feuille de match
| Composition:                 |                       |       |                           |             |
| 01                           | Henning Fritz         | 13/45 | -                         | 69 min 29 s |
| 12                           | Christian Ramota      | 0/1   | -                         | 0 min 31 s  |
| 02                           | Pascal Hens           | 0/1   | Carton jaune              | 09 min 06 s |
| 03                           | Frank von Behren      | 1/2   | -                         | 14 min 05 s |
| 04                           | Mark Dragunski        | 6/11  | -                         | 18 min 42 s |
| 05                           | Stefan Kretzschmar    | 6/8   | Suspension                | 66 min 49 s |
| 06                           | Christian Rose        | -     | -                         | NE          |
| 08                           | Christian Schwarzer   | 3/6   | -                         | 48 min 38 s |
| 09                           | Klaus-Dieter Petersen | -     | Carton jaune · Suspension | 30 min 38 s |
| 11                           | Volker Zerbe          | 4/10  | Carton jaune · Suspension | 64 min 25 s |
| 13                           | Markus Baur           | 3/5   | Suspension                | 22 min 13 s |
| 14                           | Christian Zeitz       | -     | -                         | NE          |
| 18                           | Daniel Stephan        | 6/12  | Suspension                | 65 min 43 s |
| 19                           | Florian Kehrmann      | 2/7   | Suspension · Suspension   | 60 min 41 s |
| Sélectionneur : Heiner Brand |                       |       |                           |             |

| 31/62  | Buts marqués    | 33/51  |
| 50 %   | % réussite      | 65 %   |
| 13/46  | Arrêts          | 21/52  |
| 28 %   | % d'arrêts      | 40 %   |
| 6      | Pertes de balle | 18     |
| 4/4    | Jets de 7 m     | 5/6    |
| 3      | Cartons jaunes  | 3      |
| 14 min | Suspensions     | 18 min |
| 0      | Cartons rouges  | 0      |

| Composition:                    |                   |       |                                        |             |
| 0 1                             | Tomas Svensson    | 8/22  |                                        | 30 min 0 s  |
| 12                              | Peter Gentzel     | 13/30 | -                                      | 40 min 0 s  |
| 02                              | Martin Boquist    | -     | -                                      | NE          |
| 03                              | Magnus Wislander  | 3/3   | Suspension · Suspension                | 50 min 11 s |
| 04                              | Thomas Sivertsson | 0/0   | -                                      | 4 min 52 s  |
| 05                              | Ola Lindgren      | 0/0   | Suspension                             | 30 min 39 s |
| 06                              | Martin Frändesjö  | 4/7   | Suspension · Suspension                | 66 min 0 s  |
| 08                              | Johan Petersson   | 6/7   | Carton jaune · Suspension              | 68 min 0 s  |
| 09                              | Stefan Lövgren    | 8/15  | Carton jaune                           | 46 min 48 s |
| 11                              | Marcus Ahlm       | -     | -                                      | NE          |
| 13                              | Staffan Olsson    | 7/10  | Carton jaune · Suspension · Suspension | 47 min 06 s |
| 14                              | Magnus Andersson  | 1/2   | Suspension                             | 18 min 31 s |
| 15                              | Andreas Larsson   | 0/1   | -                                      | 16 min 27 s |
| 17                              | Ljubomir Vranjes  | 4/6   | -                                      | 53 min 26 s |
| Sélectionneur : Bengt Johansson |                   |       |                                        |             |

### Matchs de classement
Match pour la 11e place
| 2 février 2002 09h30 | Ukraine            | 34 – 29   | Slovénie          | Le Globe, Stockholm Affluence : 2 000 Arbitrage : Lemme, Ullrich |
| 2 février 2002 09h30 | Iouri Kostetsky 11 | (20 – 14) | Renato Vugrinec 7 | Le Globe, Stockholm Affluence : 2 000 Arbitrage : Lemme, Ullrich |
| 2 février 2002 09h30 | ×3 ×5              | FDM       | ×3 ×5 ×1          | Le Globe, Stockholm Affluence : 2 000 Arbitrage : Lemme, Ullrich |

Match pour la 5e place
| 3 février 2002 12h00 | Portugal            | 31 – 25   | RF Yougoslavie       | Le Globe, Stockholm Affluence : 1 000 Arbitrage : Boye, Jensen |
| 3 février 2002 12h00 | Ricardo Andorinho 9 | (15 – 12) | Nedeljko Jovanović 8 | Le Globe, Stockholm Affluence : 1 000 Arbitrage : Boye, Jensen |
| 3 février 2002 12h00 | ×3 ×4               | FDM       | ×3 ×1                | Le Globe, Stockholm Affluence : 1 000 Arbitrage : Boye, Jensen |

Match pour la 7e place
| 2 février 2002 09h30 | Rép. tchèque | 29 – 36   | Espagne              | Le Globe, Stockholm Affluence : 4 150 Arbitrage : Klucsó, Lekrinszki |
| 2 février 2002 09h30 | Jan Filip 10 | (14 – 17) | Fernando Hernández 8 | Le Globe, Stockholm Affluence : 4 150 Arbitrage : Klucsó, Lekrinszki |
| 2 février 2002 09h30 | ×2 ×4        | FDM       | ×3 ×7                | Le Globe, Stockholm Affluence : 4 150 Arbitrage : Klucsó, Lekrinszki |

Match pour la 5e place
| 3 février 2002 12h00 | Russie                | 31 – 28   | France           | Le Globe, Stockholm Affluence : 3 050 Arbitrage : Øie, Høgsnes |
| 3 février 2002 12h00 | Denis Krivochlikov 10 | (14 – 11) | Bertrand Gille 5 | Le Globe, Stockholm Affluence : 3 050 Arbitrage : Øie, Høgsnes |
| 3 février 2002 12h00 | ×3                    | FDM       | ×2               | Le Globe, Stockholm Affluence : 3 050 Arbitrage : Øie, Høgsnes |

## Classement final
| Rang                       | Nation         | MJ | V | N | D | BM  | BE  | Diff |  |
| -------------------------- | -------------- | -- | - | - | - | --- | --- | ---- |  |
| Médaille d'or, Europe      | Suède          | 8  | 7 | 0 | 1 | 235 | 191 | +44  |  |
| Médaille d'argent, Europe  | Allemagne      | 8  | 5 | 1 | 2 | 201 | 188 | +13  |  |
| Médaille de bronze, Europe | Danemark       | 8  | 6 | 1 | 1 | 212 | 190 | +22  |  |
| 4                          | Islande        | 8  | 4 | 2 | 2 | 222 | 209 | +13  |  |
|                            |                |    |   |   |   |     |     |      |  |
| 5                          | Russie         | 7  | 5 | 1 | 1 | 197 | 172 | +25  |  |
| 6                          | France         | 7  | 3 | 2 | 2 | 180 | 167 | +13  |  |
| 7                          | Espagne        | 7  | 4 | 1 | 2 | 186 | 173 | +13  |  |
| 8                          | Rép. tchèque   | 7  | 3 | 0 | 4 | 180 | 205 | – 25 |  |
| 9                          | Portugal       | 7  | 3 | 0 | 4 | 173 | 174 | – 1  |  |
| 10                         | RF Yougoslavie | 7  | 2 | 1 | 4 | 185 | 192 | – 7  |  |
| 11                         | Ukraine        | 7  | 2 | 0 | 5 | 176 | 189 | – 13 |  |
| 12                         | Slovénie       | 7  | 0 | 2 | 5 | 181 | 215 | – 34 |  |
|                            |                |    |   |   |   |     |     |      |  |
| 13                         | Suisse         | 3  | 0 | 1 | 2 | 78  | 91  | – 13 |  |
| 14                         | Israël         | 3  | 0 | 0 | 3 | 67  | 82  | – 15 |  |
| 15                         | Pologne        | 3  | 0 | 0 | 3 | 67  | 83  | – 16 |  |
| 16                         | Croatie        | 3  | 0 | 0 | 3 | 70  | 89  | – 19 |  |

Les trois premiers, c'est-à-dire la Suède, l'Allemagne et le Danemark, sont qualifiés pour le Championnat du monde 2003. Ces trois nations ainsi que l'Islande et la Russie sont qualifiés pour le Championnat d'Europe 2004.

## Statistiques et récompenses

### Équipe-type
L'équipe-type du championnat d'Europe 2002 est,,, :
- Meilleur joueur (MVP) : Magnus Wislander,  Suède
- Meilleur gardien de but : Peter Gentzel,  Suède
- Meilleur ailier gauche: Lars Christiansen,  Danemark
- Meilleur arrière gauche: Stefan Lövgren,  Suède
- Meilleur demi-centre: Daniel Stephan,  Allemagne
- Meilleur pivot: Magnus Wislander,  Suède
- Meilleur arrière droit: Ólafur Stefánsson,  Islande
- Meilleur ailier droit: Denis Krivochlikov,  Russie

### Statistiques individuelles
| Rang | Joueur                    | Sélection      | Buts | Tirs | %      | MJ | Moy |
| ---- | ------------------------- | -------------- | ---- | ---- | ------ | -- | --- |
| 1    | Ólafur Stefánsson         | Islande        | 58   | 107  | 54,2 % | 8  | 7,3 |
| 2    | Stefan Lövgren            | Suède          | 57   | 90   | 63,3 % | 8  | 7,1 |
| 3    | Iouri Kostetsky (de)      | Ukraine        | 52   | 92   | 56,5 % | 7  | 7,4 |
| 4    | Nedeljko Jovanović        | RF Yougoslavie | 46   | 74   | 62,2 % | 7  | 6,6 |
| 5    | Filip Jícha               | Rép. tchèque   | 44   | 65   | 67,7 % | 7  | 6,3 |
| 6    | Lars Christiansen         | Danemark       | 43   | 58   | 74,1 % | 8  | 5,4 |
| 7    | Johan Petersson           | Suède          | 36   | 50   | 72,0 % | 8  | 4,5 |
| 8    | Patrekur Jóhannesson (de) | Islande        | 35   | 66   | 53,0 % | 7  | 5   |
| 8    | Renato Vugrinec           | Slovénie       | 35   | 79   | 44,3 % | 7  | 5   |
| 10   | Daniel Stephan            | Allemagne      | 33   | 74   | 44,6 % | 8  | 4,1 |

| Rang | Joueur                      | Sélection      | %      | Arrêts | Tirs | MJ | Moy. |
| ---- | --------------------------- | -------------- | ------ | ------ | ---- | -- | ---- |
| 1    | Serhij Bilyk (de)           | Ukraine        | 41,7 % | 48     | 115  | 6  | 8,0  |
| 2    | Peter Gentzel               | Suède          | 40,9 % | 70     | 171  | 7  | 10,0 |
| 3    | Dejan Perić                 | RF Yougoslavie | 40,9 % | 90     | 220  | 7  | 12,9 |
| 4    | Miloš Slabý (de)            | Rép. tchèque   | 40,0 % | 42     | 105  | 5  | 8,4  |
| 4    | Michael Bruun Pedersen (de) | Danemark       | 40,0 % | 42     | 105  | 7  | 6,0  |
| 6    | Arpad Šterbik               | RF Yougoslavie | 39,8 % | 37     | 93   | 6  | 6,2  |
| 7    | José Javier Hombrados       | Espagne        | 39,2 % | 40     | 102  | 4  | 10,0 |
| 8    | Chrischa Hannawald          | Allemagne      | 36,4 % | 8      | 22   | 1  | 8,0  |
| 9    | Ievgueni Boudko (de)        | Ukraine        | 36,1 % | 56     | 155  | 6  | 9,3  |
| 10   | Sérgio Morgado              | Portugal       | 36,0 % | 49     | 136  | 5  | 9,8  |

## Effectif des équipes sur le podium

### Champion d'Europe:Suède
L'effectif de la Suède, championne d'Europe, est :
- Tomas Svensson (GB)
- Peter Gentzel (GB)
- Martin Boquist
- Magnus Wislander
- Tomas Sivertsson
- Ola Lindgren
- Martin Frändesjö
- Mathias Franzén
- Johan Petersson
- Stefan Lövgren
- Jonas Ernelind
- Marcus Ahlm
- Staffan Olsson
- Magnus Andersson
- Andreas Larsson
- Ljubomir Vranjes

Entraineur : Bengt Johansson

### Vice-champion d'Europe:Allemagne
L'effectif de l'Allemagne, vice-championne d'Europe, est :
- Henning Fritz (GB)
- Christian Ramota (GB)
- Chrischa Hannawald (GB)
- Pascal Hens
- Frank von Behren
- Mark Dragunski
- Stefan Kretzschmar
- Christian Rose
- Christian Schwarzer
- Klaus-Dieter Petersen
- Volker Zerbe
- Markus Baur
- Christian Zeitz
- Torsten Jansen
- Daniel Stephan
- Florian Kehrmann

Entraineur : Heiner Brand

### Troisième place:Danemark
L'effectif du Danemark, médaillé de bronze, est :
- Kasper Hvidt (GB)
- Kristian Asmussen (GB)
- Michael Bruun Pedersen (GB)
- Lars Krogh Jeppesen
- Klavs Bruun Jørgensen
- Torsten Laen
- Lars T. Jørgensen
- Lasse Boesen
- Lars Christiansen
- Joachim Boldsen
- Bo Spellerberg
- Michael V. Knudsen
- Claus Møller Jakobsen
- Søren Stryger
- Christian Hjermind
- Claus Flensborg

Entraineur : Torben Winther

### Ouvrage de référence
- (en) « Match statistics - Individual scouting report » [PDF], Fédération européenne de handball, février 2002 (consulté le 24 avril 2024).
- (en) « Cumulative statistics » [« Statistiques cumulées »] [PDF], Fédération européenne de handball, février 2002 (consulté le 24 avril 2024).
- (en) Lajos Mocsai, « Analysing and evaluating the 2002 men’s European handball championship » [« Analyse et évaluation de l'Euro 2002 »] [PDF], Fédération européenne de handball, février 2002 (consulté le 24 avril 2024).

### Autres références
1. ↑  « Euro 2002 : La Suède victorieuse... la France soucieuse », Hand action n°14, février 2002 (consulté le 24 avril 2024), p. 5 à 29
2. ↑  (en) « Qualifications : Phase de groupes », sur eurohandball.com (consulté le 5 octobre 2022).
3. ↑  (en) « Qualifications : Barrages », sur eurohandball.com (consulté le 5 octobre 2022).
4. ↑  (en) « Men's EHF EURO 2002 », sur ehfeuro.eurohandball.com, Fédération européenne de handball (consulté le 11 octobre 2024).
5. ↑  « Sept d'or », Hand mag n°62, Fédération française de handball, février 2002 (consulté le 11 octobre 2024), p. 15.
6. ↑  « Le Sept d'or », Hand action n°14, février 2002 (consulté le 11 octobre 2024).
7. ↑  « Le Sept majeur », Approches du hand-ball n°67, février 2002 (consulté le 11 octobre 2024).
8. 1 2  [PDF] (en) « Overall player statistics » [« Statistiques individuelles »], sur Site officiel de EHF Euro, 3 février 2002 (consulté le 27 octobre 2022).
9. ↑  Statistiques cumulées, p. 28.
10. ↑  Statistiques cumulées, p. 12.
11. ↑  Statistiques cumulées, p. 6.